# Chen Yibing
Chen Yibing (n. 19 decembrie 1984, Tianjin, Republica Populară Chineză) este un gimnast artistic ce a reprezentat Republica Populară Chineză, medaliat olimpic. A participat la 2 ediții ale Jocurilor Olimpice (2008, 2012) în care a câștigat 3 medalii de aur și o medalie de argint.